# Diploproctodaeum haustrum
Diploproctodaeum haustrum är en plattmaskart. Diploproctodaeum haustrum ingår i släktet Diploproctodaeum och familjen Lepocreadiidae. Inga underarter finns listade i Catalogue of Life.